# Frassilongo
Frassilongo (em mocheno: Garait; em alemão: Gereut) é uma comuna italiana da região do Trentino-Alto Ádige, província de Trento, com cerca de 353 habitantes. Estende-se por uma área de 16 km², tendo uma densidade populacional de 22 hab/km². Faz divisa com Sant'Orsola Terme, Fierozzo, Roncegno Terme, Vignola-Falesina, Pergine Valsugana, Novaledo e Levico Terme.